# Гомес, Ян
Ян Гомес (порт. Yan Gomes, 19 июля 1987, Сан-Паулу, Бразилия) — бразильский бейсболист, кэтчер клуба Главной лиги бейсбола «Вашингтон Нэшионалс». Первый бразилец, сыгравший в Главной лиге бейсбола. Победитель Мировой серии 2019 года. Участник Матча всех звёзд 2018 года. Обладатель награды Сильвер Слаггер по итогам сезона 2014 года. Игрок национальной сборной Бразилии.

## Биография

### Ранние годы и начало карьеры
Ян Гомес родился 19 июля 1987 года в Сан-Паулу. Его отец Десиу был профессиональным теннисистом, в течение двух лет играл в различных турнирах в Южной Америке, а затем занялся тренерской работой. Ян же с детства больше интересовался бейсболом, который был популярен среди выходцев из Японии, живших в Сан-Паулу. Когда ему было двенадцать лет, их семья переехала жить во Флориду. В Майами Гомес окончил школу Саутридж, после чего поступил в университет Теннесси. После третьего года обучения его в 39-м раунде драфта Главной лиги бейсбола 2008 года выбрал клуб «Бостон Ред Сокс». Ян отказался от подписания контракта и ещё год провёл в университете Барри в Майами-Шорс. В 2009 году он снова был выбран на драфте, на этот раз «Торонто Блю Джейс» в десятом раунде.
Профессиональную карьеру Гомес начал в 2009 году, сыграв четыре матча за фарм-клуб «Блю Джейс» в Лиге Галф-Кост, а затем проведя шестьдесят игр в команде «Оберн Даблдейс». Кроме эффективной игры в атаке, где его показатель отбивания составил 30,0 %, он успешно действовал в защите, предотвратив 38 % попыток украсть базу. Годом позже он сыграл в 75 матчах на уровнях А- и АА-лиг. Большую часть сезона 2011 года Гомес также провёл в команде АА-лиги «Нью-Гемпшир Фишер Кэтс», где отбивал с меньшей эффективностью, но за счёт дисциплины при игре на бите чаще занимал базы.

### Главная лига бейсбола

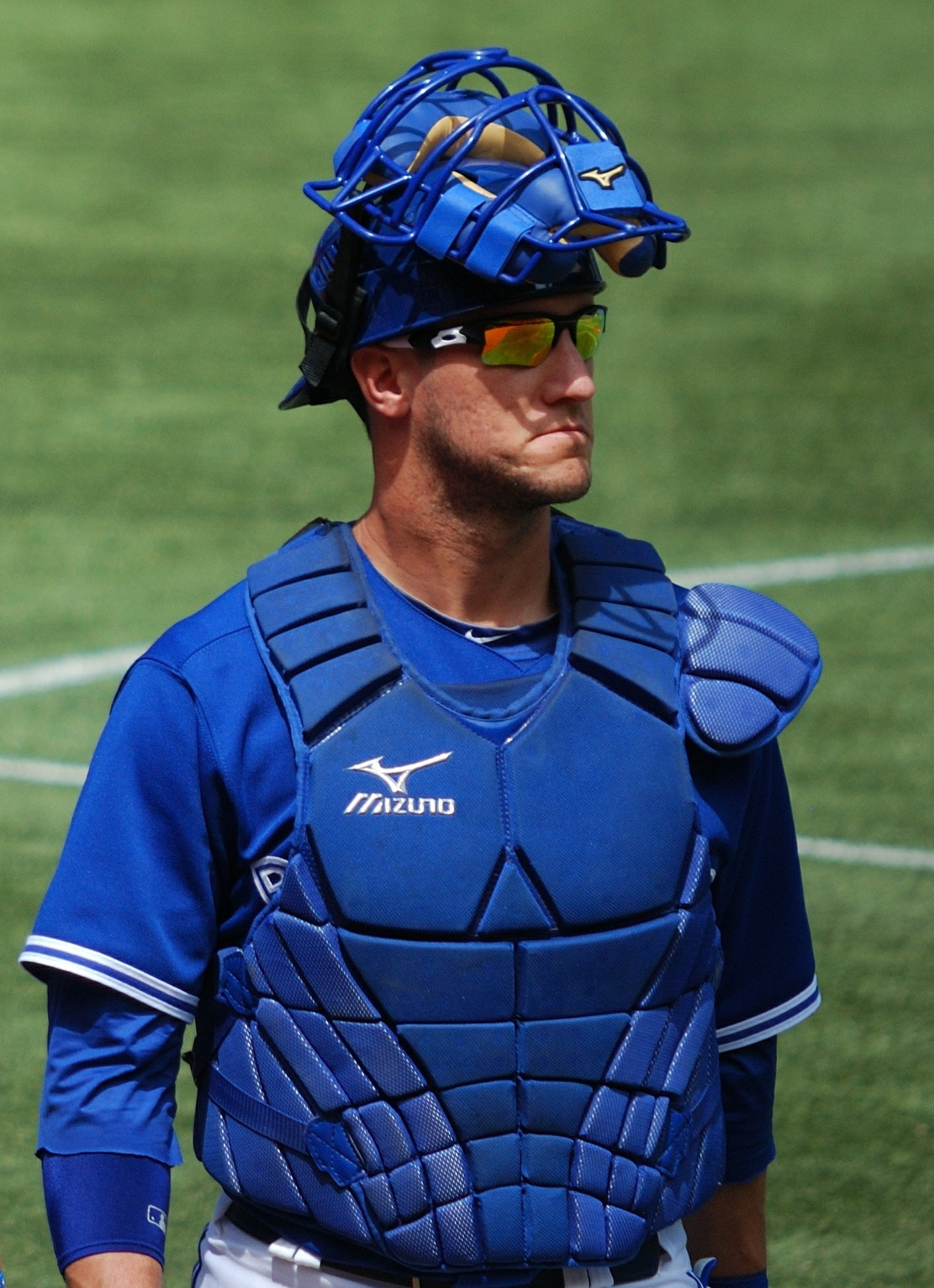
Гомес в составе «Торонто Блю Джейс» в 2012 году.

Сезон 2017 года он начал в ААА-лиге в составе «Лас-Вегас Фифти Уанс», в 33 играх за команду Гомес отбивал с показателем 35,9 % и набрал 22 RBI. В мае его перевели в основной состав «Торонто», где он заменил неудачно начавшего год Адама Линда. Он стал первым бразильцем, сыгравшим в Главной лиге бейсбола. До конца сезона он принял участие в 43 матчах команды, выходя на поле кэтчером и игроком первой и третьей баз. После окончания сезона, в ноябре 2012 года, «Торонто» обменяли Гомеса и инфилдера Майка Авилеса в «Кливленд Индианс» на питчера Эсмиля Роджерса. В конце 2012 года он помог сборной Бразилии пройти отборочный турнир на игры Мировой бейсбольной классики.

#### Кливленд Индианс
В составе «Торонто» Гомес был игроком-универсалом и действовал на разных позициях. После обмена в «Кливленд» он начал на постоянной основе играть кэтчером. Заметную роль в этом сыграл тренер буллпена «Индианс» Кевин Кэш, сам в прошлом кэтчер. В сезоне 2013 года он сыграл за команду в 88 матчах, отбивая с показателем 29,4 %. В играх, где Ян выходил в стартовом составе «Кливленда», команда одержала 49 побед при 30 поражениях. В сентябре, в период решающих игр регулярного чемпионата, именно он был основным кэтчером «Индианс».
Весной 2014 года Гомес подписал с «Кливлендом» новый шестилетний контракт на общую сумму 23 млн долларов. Соглашение также предусматривало бонусы до 3 млн долларов в случае получения игроком каких-либо индивидуальных наград или попадания на Матч всех звёзд. По ходу сезона он улучшил свои основные статистические показатели и зарекомендовал себя как один из лучших кэтчеров лиги как при игре в защите, так и на бите. По итогам чемпионата, в котором он отбивал с показателем 27,8 %, Гомес получил наград Сильвер Слаггер. Прогресс Яна замедлился в 2015 году. Из-за растяжения связок колена он был вынужден пропустить шесть недель, а после возвращения уже не отбивал с прежней силой. Средняя дистанция полёта мяча после его ударов сократилась с 272,6 до 262,9 футов.
Ещё две травмы Гомес получил в 2016 году. В июле он повредил плечо и выбыл из строя до середины сентября. После возвращения в состав в одной из игр питчер попал в него мячом, травмировав Яну руку. В результате он сыграл всего в 74 матчах, худший показатель с его первого в карьере сезона, и отбивал с показателем только 16,7 %. Гомес смог восстановиться к последнему дню регулярного чемпионата и позже вошёл в состав «Кливленда» на игры плей-офф. В 2017 году ему удалось избежать проблем со здоровьем и в регулярном чемпионате Ян сыграл в 105 матчах в условиях усилившейся конкуренции со стороны Роберто Переса и Франсиско Мехии. Его показатель отбивания вырос до 23,2 %, но главным фактором, позволявшим ему оставаться основным кэтчером «Индианс», была уверенная игра в защите.
Сезон 2018 года стал для Гомеса одним из лучших в карьере. Он отбивал с показателем 26,6 %, установил личный рекорд, выбив 26 даблов, а также выбил 16 хоум-ранов и набрал 48 RBI в 112 играх. Ян по-прежнему оставался надежён при игре в защите и впервые вошёл в число участников Матча всех звёзд лиги. Тем не менее, после окончания сезона «Индианс» обменяли его в «Вашингтон Нэшионалс» на игрока фарм-системы Дэниела Джонсона и питчера Хефри Родригеса. Президент «Кливленда» по бейсбольным операциям Крис Антонетти отметил, что команда располагала достаточной глубиной состава на позиции кэтчера, а главной причиной для обмена стала реструктуризация платёжной ведомости клуба.

#### Вашингтон Нэшионалс
В сезоне 2019 года Гомес сыграл в 97 матчах регулярного чемпионата, отбивая с показателем 22,3 %. Также он сыграл за «Вашингтон» в плей-офф, по итогам которого команда стала победителем Мировой серии, обыграв «Хьюстон Астрос» в семи матчах. В ноябре клуб отказался от возможности автоматического продления контракта с игроком на 2020 год с зарплатой 9 млн долларов. Ян получил статус свободного агента, но в конце месяца заключил с «Нэшионалс» новое соглашение, рассчитаное на два года. Сумма нового контракта составила 10 млн долларов. В 2020 году Гомес делил игровое время с Куртом Сузуки, начав сезон в роли второго кэтчера команды. Он существенно хуже играл в защите, предотвратив кражу базы в 18 % случаев, что было на 6 % ниже среднего показателя по лиге. При этом в концовке регулярного сезона Ян отлично действовал на бите, его показатели были сравнимы с сезонами 2013 и 2014 годов.